# Sarkastodon
Sarkastodon is een monotypisch geslacht van uitgestorven grote landroofzoogdieren, dat leefde gedurende het Laat-Eoceen in oostelijk Azië. De enige soort Sarkastodon mongoliensis is een van de grootst bekende landroofdieren.

## Fossiele vondsten
Fossielen van Sarkastodon zijn gevonden in de Irdin Mahna-formatie in Mongolië en enkele andere locaties in de Gobiwoestijn tijdens de Centraal-Aziatische Expedities. Sarkastodon leefde in Azië samen met een ander groot roofdier, Andrewsarchus.

## Beschrijving
Sarkastodon is een vermoedelijke afstammeling van een Aziatische Oxyaena-soort. Dit dier is alleen bekend van schedels en kaakbeenderen, maar een beerachtig uiterlijk met een lange staart en een lengte van ongeveer drie meter en een gewicht van 800 kg worden verondersteld. De tanden waren groot en robuust en aangepast voor zowel het scheuren van vlees als het kraken van botten. Deze vleeseter was in het bezit van grote klauwen en tanden. Sarkastodon was niet gebouwd voor snelheid, maar voor kracht. Sarkastodon zal zich als actieve jager of mogelijk aaseter hebben gevoed met grote onevenhoevigen zoals neushoorns en brontotheriën.